# Dialeurolonga vendranae
Dialeurolonga vendranae là một loài côn trùng cánh nửa trong họ Aleyrodidae, phân họ Aleyrodinae.
Dialeurolonga vendranae được Takahashi miêu tả khoa học đầu tiên năm 1961.